# Горбань Володимир Іванович
Володи́мир Іва́нович Го́рбань (*30 листопада 1961, Севастополь) —  російський прозаїк-гуморист. Член Спілки письменників Росії.
Народився 30 листопада 1961 р. у м. Севастополі (СРСР). 
Закінчив Чорноморське Вище військово-морське училище. Служив на Чорноморському та Тихоокеанському флотах. Нині — військовий пенсіонер. 
Раніше був членом Національної спілки письменників України (до 2014 року). 
Пише російською мовою. 
Автор п'єси «Тюремний тариф преміумкласу» та «Обов'язкова величина», сценарію «Хорошо сидим», численних гумористичних творів надрукованих в колективних збірниках, альманахах, періодичних виданнях.

### Тюремний тариф преміумкласу
П'єса «Тюремний тариф преміумкласу» увійшла в шорт-лист і стала призером Міжнародного конкурсу драматургії «Баденвайлер» у 2014 році. 
П'єса — спеціальний учасник семінару «Авторська сцена» Спілки театральних діячів Росії. 
Етюд за п'єсою був вперше показаний на сцені Смоленського камерного театру (режисер — заслужений артист РФ Микола Парасич) у рамках семінару. 
8 вересня 2014, п'єса увійшла в шорт-лист конкурсу сучасної драматургії «Час драми, 2014, літо». 
5 жовтня, п'єса була поставлена в рамках презентації п'єс-переможців міжнародного конкурсу «Badenweiler» («Баденвайлер») на сцені Московського театру «Апарте» (режисер Дмитро Кремінський).